# 3814-es mellékút (Magyarország)
A 3814-es számú mellékút egy bő 30 kilométeres hosszúságú, négy számjegyű mellékút Borsod-Abaúj-Zemplén vármegye keleti részén; Sárospatakot köti össze a Bodrogköz legnépesebb magyarországi településének számító Cigánddal.

## Nyomvonala
A 37-es főútból ágazik ki, annak a 64+500-as kilométerszelvénye közelében létesült körforgalmú csomópontjából, nagyjából dél-délkeleti irányban, Sárospatak belterületének északi szélén; ugyanott indul az ellenkező irányban a 38 115-ös számú mellékút, mely Hercegkút-Makkoshotyka felé vezet. Kezdeti szakasza Wesselényi út néven halad a központ felé, közben – mintegy 900 méter után – átszeli a Budapest–Sátoraljaújhely-vasútvonal vágányait, Sárospatak vasútállomás térségének délnyugati széle mellett, szintbeli kereszteződéssel.
A vasúttól a városközpontig Erdélyi János nevét viseli, majd bő 1,5 kilométer megtétele után keresztezi a 3801-es utat, amely a Bodrog folyását követve (azzal szemben haladva) itt mintegy 23,7 kilométer megtételénél jár. Egy-egy rövid szakaszon Béla király tér, majd Kossuth Lajos út a települési neve, majd az Attila út nevet veszi fel, így szeli át a Bodrogot. A folyó túlpartján rögtön egy újabb elágazáshoz ér: ott ágazik ki belőle, 2,1 kilométer megtétele után, dél felé a 3803-as út (ez egykor a balsai Tisza-hídhoz vezetett, ma már csak Kenézlővel köti össze a várost).
A bodrogközi oldalon Gárdonyi Géza út néven folytatódik, Kispatak városrész főutcájaként; 3,6 kilométer után hagyja el Sárospatak utolsó házait, de onnan még további több mint 10 kilométeren át a város külterületei között halad, csak a 14. kilométere után lép ki teljesen Sárospatak határai közül. Addig még legalább két említést érdemlő elágazása van: az 5+250-es kilométerszelvénye táján a 3805-ös út ágazik ki belőle északkeleti irányban, Vajdácska-Alsóberecki felé, 12,7 kilométer után pedig a 38 112-es számú mellékút délnyugatnak, ez Sárospatak Dorkó nevű, különálló településrészével és az azon végighaladó 3811-es úttal köti össze a 3814-est.
A 14. kilométere után egy-egy rövid szakaszon érinti az út Vajdácska és Bodroghalom legdélebbi, lakatlan külterületeit, de kevesebb, mint fél kilométer után már Tiszakarád határai között halad. 15,9 kilométer után észak felől beletorkollik a 3806-os út, Bodroghalom felől, a 16+750-es kilométerszelvényénél pedig ismét egy elágazása következik, itt lehet letérni Tiszakarád központja felé, a 38 113-as számú mellékúton. Az elágazás után az út átszeli Nagyhomok településrészt, Sárospataki út néven.
A 19+650-es kilométerszelvényénél az út egy kisebb vízfolyást keresztez, melynek túlpartján már Tiszacsermely határai között folytatódik. A 22. kilométere után éri el ezt a községet, a Kossuth utca nevet felvéve, majd 23,2 kilométer után – e falu központjának déli részén – egy közel derékszögű iránytörése következik: addigi délkeleti irányától északkelet felé fordul; ugyanott lehet letérni délnyugatnak Tiszakarád központja felé, és az egész felső-tiszai régió legnagyobb, tiszateleki partifecske-telepe is innét leágazva érhető el a legegyszerűbben. A folytatásban a Bem József út nevet viseli, de nagyjából 23,7 kilométer után ki is lép a lakott területről.
26,4 kilométer után szeli át az útjába eső utolsó település, Cigánd nyugati határát, a lakott terület nyugati szélét nagyjából 29,6 kilométer megtételét követően éri el, ahol a Vasút utca nevet veszi fel. (A névadó itt a Hegyközi Kisvasút, korábbi nevén Bodrogközi Gazdasági Vasút volt, amelynek itteni szakaszát már 1976-ban felszámolták.) Így ér véget, Cigánd központja közelében, beletorkollva a 381-es főútba, annak a 32+650-es kilométerszelvénye közelében.
Teljes hossza, az országos közutak térképes nyilvántartását szolgáló kira.kozut.hu adatbázisa szerint 31,209 kilométer.

## Települések az út mentén
- Sárospatak
- (Vajdácska)
- (Bodroghalom)
- Tiszakarád
- Tiszacsermely
- Cigánd

## Története
A Kartográfiai Vállalat 1970-es kiadású Magyarország autótérképének tanúsága szerint már akkor teljes hosszában kiépített, pormentes kivitelű út volt.